# Abelharuco-de-cabeça-preta
O abelharuco-de-cabeça-preta (Merops breweri)  é uma espécie de ave da família Meropidae.
Pode ser encontrada nos seguintes países: Angola, República Centro-Africana, República do Congo, República Democrática do Congo, Costa do Marfim, Gabão, Gana, Nigéria e Sudão.